# Phyllonorycter basistrigella
Phyllonorycter basistrigella là một loài bướm đêm thuộc họ Gracillariidae. Nó được tìm thấy ở Québec và Hoa Kỳ (bao gồm Connecticut, Illinois, Oregon, Kentucky, Maine, Michigan, New York, Vermont, Pennsylvania, Colorado, Massachusetts, Rhode Island, California và Missouri).
Sải cánh dài khoảng 8 mm.
Ấu trùng ăn Quercus species, bao gồm Quercus alba, Quercus bicolor, Quercus castanea, Quercus coccinea, Quercus kelloggii, Quercus macrocarpa, Quercus prinoides, Quercus prinus, Quercus rubra, Quercus stellata, Quercus tinctoria và Quercus velutina. Chúng ăn lá nơi chúng làm tổ. 
.